# Сен-Симон (кантон)
Сен-Симон (фр. Saint-Simon) — упраздненный кантон во Франции, регион Пикардия. Департамент кантона — Эна. Входил в состав округа Сен-Кантен. Население кантона на 2011 год составляло 11 831 человек.
Код INSEE кантона — 0229. Всего в кантон Сен-Симон входили 23 коммуны, из них главной коммуной являлась Сен-Симон.

## Коммуны кантона
В состав кантона входили коммуны (население по данным Национального института статистики за 2011 г.):
- Аннуа — население 386 чел.
- Аппанкур — население 144 чел.
- Артан — население 360 чел.
- Бре-Сен-Кристоф — население 77 чел.
- Вилле-Сен-Кристоф — население 473 чел.
- Грюжи — население 1 149 чел.
- Даллон — население 392 чел.
- Дюри — население 198 чел.
- Жюсси — население 1 236 чел.
- Кастр — население 234 чел.
- Кластр — население 615 чел.
- Конткур — население 64 чел.
- Кюньи — население 578 чел.
- Монткур-Лизроль — население 1 691 чел.
- Обиньи-о-Кен — население 240 чел.
- Ользи — население 166 чел.
- Питон — население 72 чел.
- Сен-Симон — население 615 чел.
- Серокур-ле-Гран — население 786 чел.
- Сомет-Окур — население 157 чел.
- Тюньи-э-Пон — население 286 чел.
- Флави-ле-Мартель — население 1 628 чел.
- Фонтен-ле-Клер — население 284 чел.

## Экономика
Структура занятости населения:
- сельское хозяйство — 9,4 %
- промышленность — 15,4 %
- строительство — 14,3 %
- торговля, транспорт и сфера услуг — 29,1 %
- государственные и муниципальные службы — 31,9 %

## Политика
На президентских выборах 2012 г. жители кантона отдали в 1-м туре 28,3 % голосов Франсуа Олланду против 28,2 % у Марин Ле Пен и 21,9 % у Николя Саркози, во 2-м туре в кантоне победил Олланд, получивший 54,4 % (2007 г. 1 тур: Саркози — 28,3 %, Сеголен Руаяль — 22,7 %; 2 тур: Саркози — 52,9 %). На выборах в Национальное собрание в 2012 г. по 2-му избирательному округу департамента Эна они поддержали кандидата Социалистической партии Анн Феррейра, получившую 36,2 % голосов в 1-м туре и 52,6 % голосов — во 2-м туре.
|  | Кандидат            | Партия                           | % голосов |
|  | ------------------- | -------------------------------- | --------- |
|  | Ролан Ренар         | Левая демократическая инициатива | 59,72     |
|  | Сильвен ван Хеесвик | Прочие правые                    | 29,20     |
|  | Жан-Жак Пуле        | Национальный фронт               | 11,08     |